# Max Högg
Max Högg (* 15. Mai 1854 in Schwab-München; † 17. März 1933 in Füssen) war ein deutscher Musiker, Komponist und Kapellmeister.

## Leben
Högg war der Sohn des Lehrers, Kantors und Mesners Carl Högg und erhielt frühzeitig Musikunterricht auf der Geige und dem Klavier. Später erlernte er mehrere Blasinstrumente. Am 1. Juni 1874 trat er freiwillig als Anwärter beim Königlich Bayerischen Infanterie-Regiment „Prinz Karl von Bayern“ Nr. 3 in Augsburg ein. Im Jahre 1877 bewarb er sich mit Erfolg um die Musikmeisterstelle beim Königlich Bayerischen Infanterie-Leib-Regiment in München und wurde Nachfolger von Musikmeister Carl Hagel, der aus dem Militärdienst ausgeschieden war. Als solcher war er zunächst Vorgesetzter und später Mentor von Georg Fürst, der 1911 sein Nachfolger werden sollte. Neben seiner Tätigkeit als Musikmeister studierte Högg Kontrapunkt und Arrangement bei Franz Lachner sowie Tonsatz bei Joseph Rheinberger. Ab 1911 wurde er als Ausbilder für die angehenden Militärkapellmeister an der Münchner Akademie für Tonkunst eingesetzt.

## Werke (Auswahl)

### Kompositionen
- Bayrische Volksmelodien, Potpourri, Jean Dennerlein, München, um 1900 OCLC 992515751, eingespielt vom Blas-Orchester des k.u.k. Infanterie-Regiments Nr. 75 unter der Leitung von J. Zemann, publiziert beim Label Homokord, 1921 OCLC 879867733
- Helvig-Marsch für Infanteriemusik, Läuterer, München, 1890 OCLC 165691823
- Hoch Württemberg, Marsch, eingespielt vom Luftwaffenmusikkorps 1 auf dem Album Luftwaffenmusikkorps 1 Bayrisch Blau
- General-Grauvogl-Marsch
- Gut Bayerisch, Potpourrie, Ausgabe für Zither publiziert bei Dennerlein in München, 1894 OCLC 162439528
- Oberst Graf Dürkheim-Marsch, Blasmusikarrangement von Anton Ulrich, publiziert bei Dennerlein, Lochham, 1977 OCLC 724592866
- Oberst Graf Bothmer-Marsch, Klavierauszug publiziert bei Dennerlein, München OCLC 165691829
- Prinz Arnulf-Marsch, Arrangement von K. Schmidt, eingespielt vom Heeresmusikkorps 5 der Bundeswehr unter der Leitung von Heinrich Schlüter, publiziert auf  der LP Deutsche Heeresmärsche aus bayerischen Armeemarschsammlungen beim Label Telefunken, 1978 OCLC 913132844
- Weiß-Blau-Marsch, Arrangements für Blasorchester und Spielmannszug von Siegfried Rundel, Musikverlag Siegfried Rundel, Rot an der Rot, 1987 OCLC 724550944

### Einspielungen als Interpret
- Fantasie aus der Oper Das Rheingold, eingespielt vom Orchester des Kgl. Bayrischen Leib-Regiments unter der Leitung von Max Högg OCLC 878559419
- Siegesmarsch, eingespielt vom Orchester des Kgl. Bayrischen Leib-Regiments unter der Leitung von Max Högg, publiziert beim Label Pathé
- Taxis Marsch, eingespielt vom Orchester des Kgl. Bayrischen Leib-Regiments unter der Leitung von Max Högg um 1910, publiziert beim Label Favorite Starkton-Record
- Tölzer Schützenmarsch, eingespielt vom Orchester des Kgl. Bayrischen Leib-Regiments unter der Leitung von Max Högg um 1910, publiziert beim Label Favorite Starkton-Record
- Herrgott, san mir Leut, Ländler, Beka-Record OCLC 213496291